# Wappen Montenegros

Flagge Montenegros

Das Wappen Montenegros, das auch Teil der Staatsflagge ist, wurde 2004 vom Parlament angenommen. 

## Beschreibung
Das Wappen stellt den goldenen rot gezungten goldgekrönten Doppeladler der montenegrinischen Dynastie Petrović dar, der die königlichen Insignien trägt.
Im rechten Fang ein goldenes Zepter und im linken den goldgereiften blauen Reichsapfel.
Anstatt der königlichen Initialen N.I. (kyrillisch H.I.) von König Nikola I. wird auf dem geteilten Brustschild allerdings in Blau ein goldener schreitender Löwe über einem grünen Feld verwendet. 
Das Wappen findet sich auch auf der Flagge Montenegros.

## Historische Wappen

Wappen des Fürstentums Montenegro (1852–1910)
Wappen des Königreichs Montenegro (1910–1918)
Wappen der Sozialistischen Republik Montenegro als Teil Jugoslawiens (1943–1992)
Wappen Montenegros als Teil der Bundesrepublik Jugoslawien und des Staatenbund Serbien und Montenegro (1992–2004)